# 空罐少女！
《空罐少女！》是日本作家藍上陸所作，並由鈴平裕繪畫插圖的輕小說作品。其由集英社作爲Super Dash文库的作品之一出版，截至2013年3月已有單行本10冊。由宮野桃太郎所繪的漫畫作品也由集英社旗下漫畫雜誌Ultra Jump自2008年11月開始連載。台灣及港澳中文版小説均由青文出版社發行，至今已出版9冊。
從2009年1月起，由Brain's Base製作的動畫也由BS11電視頻道和各大網絡電視網站上映。

## 劇情大綱
故事的主人公，大地翔經常在街角的自動販賣機買飲料來喝。這一天，當他拉開一罐哈密瓜汽水的拉環並開始喝的時候，汽水罐竟然變成了一位亭亭玉立的少女，驚奇與竊喜之情交織的翔給她起名為“哈密瓜”，卻不知自己已被捲進了一場奇特的“空罐選拔賽”中。

## 登場人物

### 空罐的持有者
大地翔（配音：福山潤）
本作品的男主角。弓月学園高校一年C班學生。性格莽撞、好色而且大大咧咧，但内心相當細膩，也非常體貼，常常會用低級的黃色笑話掩飾自己體貼別人的一面，也就是表面好色內在純情（而且遲鈍）。喜歡說些亂七八糟的話題，愛騙人開別人玩笑，是容易被誤會的那型。年齡16歲，沒有女朋友的時間也是16年，其本人因此而非常苦惱，心靈空虛到會和自動售賣機調情的地步。生日是4月4日，身高173釐米，體重65千克，愛好喝各種各樣的罐裝飲料並收集空罐。因爲飲用空罐少女哈密瓜化身的哈密瓜汽水而成爲她的主人（後來也在意外下飲用空罐少女紅豆子化身的紅豆湯，成為同時兩名空罐少女的持有者。）。被男屋秀彦要求參加“空罐選拔賽”的戰鬥，結果翔因爲厭惡而拒絕，但到最後還是被迫參戰。他的參戰目的是爲了阻止空罐選拔賽和“統一罐原料計劃”的進行。故事發生的兩年前曾經爲了從劫持者手中解救奈染彌而用手槍打傷了劫持者，並因此被責令退學，因此很忌諱提到這件事。經歷這樣的過去所以非常害怕傷害他人，也是他排斥讓空罐互相殘殺的“空罐選拔賽”的理由。喜歡說些調戲女生的話，常惹來哈密瓜與奈染彌的忌妒以及迫害（雖然大部分是本人自作自受）。不會游泳。
天空寺奈染彌（配音：丰崎爱生）
在民間數一數二的大航空公司社長的千金小姐，是翔的青梅竹馬，自認爲是哈蜜瓜的情敵。偶然成爲耶兒的所有者。與翔同班，生日是3月7日，身高是156釐米。主要的外貌特徵是白色的髮箍和頭頂上翹起的呆毛。性格悠閒，對任何人都十分和善，但經常會因爲翔的不當發言產生妄想以及奇特的行動。其實是個相當積極的女性，意外的很腹黑，喜歡捉弄耶兒，也很愛吃醋，常會為了吃翔的醋而對翔做出攻擊行為，跟哈密瓜爭奪翔或是互相鬥嘴是家常便飯（翔常常遇到被捲進兩人戰爭的災難）。但也有細心以及體貼他人的一面。常會發出“嗚嘿嘿”或“耶嘿嘿”的笑聲，講話會將“浪費妖怪”這個名詞掛在嘴邊（其實這個名詞是跟她與翔之間重要的回憶相關）。在初中二年級被翔從與父親對立的公司的人手中解救，因此從此開始愛慕翔。小時候性格與現在正好相反，是典型的小氣的大小姐的樣子。擁有一喝碳酸飲料便會醉的特異體質。
宮下美咲（配音：廣橋涼）
初中生，葡萄子的所有者。原本因為雙親經常吵架的成長環境造成她與其他人之間有所間隔，不知道怎麼跟別人相處，認為自己是孤單一人。自從與葡萄子相遇才開始漸漸改變。當葡萄子被打倒的時候，她才開始往前跨出了一步，不但阻止了雙親的爭吵，本人也完全變成了行動派。除了非常沒有自信之外，其實是比外表還要成熟可靠的女孩子。自從經歷葡萄子消失的事件之後變的比以前積極以及堅強，使她原本的優點完全突顯出來，在緊要關頭也會有著超出意料的行動。表面上很平凡，但其實是個熱愛二次元的少女，也會偷偷的妄想著。一緊張時，說的話會變的又快又急。本人對事物的不少看法上會牽扯到二次元，在拯救葡萄子之後，完全成為一位積極努力且對未來充滿自信的堅強女孩子。
塔堂拳介
私立光丈学园的學生，舞的所有者，也是甘字五郎拳擊場上的前輩。曾經因為某次事件左眼受過傷，還被師傅背叛，而自暴自棄打算破壞一切，不斷的傷害空罐以及其所有者，但因為本人其實害怕傷害別人，實際上沒有真正毀掉任何一個空罐。但之後在與翔的戰鬥之中覺醒，重新拾起熱愛拳擊的心。非常熱愛拳擊，跟翔一樣很害怕傷害別人。是個相當熱血認真的男子，除了自己喜歡的拳擊之外對其它事相當遲鈍，無法理解舞因為在意自己而出現的種種行為。現在視翔為類似勁敵的情況。打算以自己的方法跟舞一起對抗“空罐選拔賽”。

### 空罐少女
哈蜜瓜（配音：成田紗矢香）
哈密瓜汽水鐵罐的空罐少女，所有者是大地翔。本作的女主角。身高是161釐米。被翔拜托奈染彌幫忙使其入學與翔同班，名義則是從丹麥回來的翔的表親，化名“大地哈密瓜”。具有典型的傲嬌性格，而且好勝性急，經常與翔爭吵。本能地討厭鋁罐，因此與耶兒關係不是很好，但是也成爲了不錯的組合。内心很害怕寂寞，擔心不再被翔喝掉的事情。在女僕咖啡廳打工，一開始常常笨手笨腳的搞砸，不過現在已經得心應手，受到不少客人歡迎。其實相當害羞，要是翔對自己做出特別的行為就會有很大的反應，不管是變態的行為或是誇獎的行為。不過看到翔跟其他女性要好也會相當在意甚至吃醋而生氣攻擊翔。害羞時頭上圓形的髮飾裡的碳酸氣泡會急速增加並且發出咻咻的碳酸氣泡聲。非常喜歡棒球，特別喜愛阪神隊。攻擊招數有清凉饮料魔法“蜜瓜蜜瓜蜜瓜”（メロメロメロン）和“蜜瓜屏障”（夕張バリア）等，主要是使用碳酸的能量攻擊。
耶兒（配音：能登麻美子）
運動飲料鋁罐的空罐少女，所有者是天空寺奈染彌，對奈染彌十分忠誠。身高170釐米，後來轉入了翔所在的1年C班。性格謹慎堅忍，一副酷酷的樣子，但有人對奈染彌不尊重便會失去理智，而且因爲認死理過於認真，很容易被別人戲弄。視力很好，尤其擅長追蹤運動物體（平時像貓一樣，會被搖晃的物體吸引）。很喜歡小動物和小孩，常常想摸他們的頭。常常面無表情，但其實是空罐裡最單純的。單純的性格容易被奈染彌惡整。有一雙認真的眼神，被那雙認真的眼神盯著看會讓人忍不住吐露事實。只對奈染彌沒輒。攻擊招數是從右手伸出的紫色光劍“等滲透壓之劍”（アイソトニック・ソード），借助它發動近距離的攻擊。
葡萄子（配音：悠木碧）
葡萄汁鋁罐的空罐少女，所有者是宮下美咲。身高135釐米。性格好勝但是非常笨拙，在美咲面前則很喜歡撒嬌，簡單來說還是個單純的小女孩。視哈蜜瓜為對手。攻擊手段是從手中產生葡萄炸彈的清凉饮料魔法“Grape Bomb”。在小說第一卷與哈密瓜的戰鬥中被打倒變回空罐，但被男屋等人回收後因為對美咲思念而暫時以不穩定的姿態復活，在第七卷因為翔與哈密瓜等人的幫助以及美咲的吻而完全復活。現在已經跟哈密瓜和好並成為翔一行人的同伴。
红豆子
罐裝红豆湯鐵罐的空罐少女，表面是小學5年級學生的樣子，所有者是大地翔。非常坦率單純又愛撒嬌的小女孩，很認真的好孩子，不擅長戰鬥也不喜歡戰鬥，還有點膽小（怕黑等等），無法太晚睡覺，可愛的模樣與乖巧的性格完全無法使人厭惡，喜愛打掃還有泡熱水，不過意外的很有韌性。攻擊手段是變出紅豆並丟向敵人的“紅豆炸彈”，但其實只是丟灑普通的紅豆，可能連一隻小蟲也殺不死，最多大概只能嚇跑節分的鬼。特別喜歡被摸頭。現在的身分是哈密瓜的妹妹。
舞
蔬菜果汁鋁罐的空罐少女，所有者是塔堂拳介。一開始為了拳介而裝做不在乎拳介的事情，看起來很好戰，而且我行我素，但這些其實全都是為了拳介而故意表現的假象。與翔和哈密瓜一戰之後，開始意識到自己對拳介的心。比以前更加在意自己在拳介面前的模樣以及在意拳介本身的事。攻擊手段是變出許多蔬菜痞子（類似可以攻擊行動的蔬菜布偶）直接擺出陣行攻擊的“蔬菜痞子突襲”，以蔬菜痞子作為砲彈聚集在右手上發射的“綜合蔬菜”，威力強大但是對右手負擔很大。
未來（配音：中島愛）
動畫中原創角色，所有者是翔家屋頂上的貓。為最強之空罐，
因以為主人拋棄她而將所有被主人所愛的空罐當作敵人。

### 弓月学園高校的其他學生
東風揺花（配音：大久保藍子）
翔的同班同學，10月31日出生，身高是158釐米，有百合傾向，自稱奈染彌的戀人。男屋的女兒。
經常與翔爭吵，會從裙下拿出撲克當作手裏劍攻擊。隸屬學校的奇術部，也在十字路口作占卜的打工，因此有“魔女”的外號。
甘字五郎（配音：岡本信彦）
翔的同班同學以及友人。生日是5月26日，身高171釐米，綽號是由其姓名重新組合而來的“字五郎”（ジゴロー）。平常很沒有存在感，家中有四個姐姐。對揺花有好感。

### 主角們的家人
大地步
翔小一年的妹妹，初登場第八卷，雙馬尾，三圍是88、57，86。

### 国家機關成員
男屋秀彥（配音：置鮎龍太郎）
经济产业省产业技术环境局规格统一课参事官。2月2日出生，身高是178厘米，35岁。是個同性戀，很喜歡美少年，也因此不斷地挑逗翔。擁有不輸給翔的講黃色笑話的技術。統一罐原料計劃和空罐選拔賽的發起人。表面很不認真，但其實會露出非常殘酷的一面。會故意把空罐引到特定地點要讓其戰鬥，哈密瓜與耶兒使之戰鬥也是在他的操縱之下。在第七卷顯示出本人對空罐的有著很大的憎恨。甚至對部下說出空罐只不過是垃圾，不要投入感情。
木崎愛鈴（配音：丰口惠）
男屋秀彦的秘書，在弓月學園兼職數學教師。1月15日出生，身高163厘米，23岁。故事中爲數不多的正常人，但是一見到小動物就會喜歡地失去控制。表面上一本正經，心靈相當純真，每次聽到男屋講黃色笑話必定會害羞的阻止。被男屋叫做愛鈴，之後必定回答“請叫我木崎”。

## 名詞介紹
空罐少女
飲料的空罐化身的少女，一種飲料只有一只罐子會化身。當人類直接用嘴對罐口飲用它們的一刹那，罐子就會化身為少女，出現的姿勢總是與人類接吻的姿勢，如果將飲料倒入杯子或是用吸管則不會變化。其生命源泉就是罐中的果汁，如果罐子空了少女便會失去力量，只要補充果汁就可恢復。特別的一點是汽水類飲料如果碳酸揮發殆盡少女也會脫力，這時用人工呼吸的方式也能使之恢復。少女們分爲鐵罐和鋁罐兩派，互相因爲“鋁罐太軟”以及“鐵罐容量小”的理由對立甚至戰鬥，戰鬥的招數統稱為清涼飲料魔法。
統一罐原料計劃
由男屋秀彦提出的，讓所有飲料使用相同材料與規格的計劃。原因是分別製造鉄罐和鋁罐比起只使用一種罐子的成本要高出不少，故要從中挑選出一種罐子，今後使所有的飲料只使用此种罐子包裝。
空罐選拔賽
由男屋秀彦提出的選拔罐子的途徑。規則是讓空罐少女們自由戰鬥，直到其中一派的罐子被消滅殆盡爲止。

## 出版書籍
| 卷數 | 集英社         | 集英社                 | 青文出版社     | 青文出版社             |
| 卷數 | 發售日期       | ISBN                   | 發售日期       | ISBN                   |
| ---- | -------------- | ---------------------- | -------------- | ---------------------- |
| 1    | 2007年5月24日  | ISBN 978-4-0863-0357-6 | 2008年6月6日   | ISBN 978-986-209-447-1 |
| 2    | 2007年7月25日  | ISBN 978-4-0863-0367-5 | 2008年9月23日  | ISBN 978-986-209-595-9 |
| 3    | 2007年10月25日 | ISBN 978-4-0863-0384-2 | 2009年1月21日  | ISBN 978-986-209-710-6 |
| 4    | 2007年12月20日 | ISBN 978-4-0863-0396-5 | 2009年4月27日  | ISBN 978-986-209-815-8 |
| 5    | 2008年4月25日  | ISBN 978-4-0863-0418-4 | 2009年8月13日  | ISBN 978-986-209-916-2 |
| 6    | 2008年8月22日  | ISBN 978-4-0863-0441-2 | 2009年9月25日  | ISBN 978-986-256-025-9 |
| 7    | 2008年12月25日 | ISBN 978-4-0863-0461-0 | 2009年12月19日 | ISBN 978-986-256-102-7 |
| 8    | 2009年4月24日  | ISBN 978-4-0863-0483-2 | 2010年3月20日  | ISBN 978-986-256-239-0 |
| 9    | 2009年10月23日 | ISBN 978-4-0890-7023-9 | 2010年8月25日  | ISBN 978-986-256-453-0 |
| 10   | 2013年3月22日  | ISBN 978-4-08-630729-1 |                |                        |

## 電視動畫
電視動畫由2009年1月3日開始放映，放映電視頻道只有BS11一家，另有4家網絡電視媒體參與放映。共播放12話。

### 製作人員
- 原作：藍上陸
- 原畫：鈴平裕
- 監督：日卷裕二
- 系列構成：子安秀明
- 人設、總作画監督：田中良
- 美術：針生勝文
- 色彩設計：原田幸子
- 攝影：大熊義明
- 後期編輯：関一彦
- 音樂：虹音
- 音響監督：高寺雄
- 動畫製作：Brain's Base
- 製作：A機關

### 主題歌
片頭曲
- （第1話—第6話、OVA）

作詞：畑亞貴；作曲、編曲：小池雅也；演唱：
- 「Juicy Extacy」（第7話—第12話）

作詞、作曲：Little Non；編曲：、Little Non；歌：Little Non
片尾曲
作詞、作曲、編曲：TECHNOBOYS PULCRAFT GREEN-FUND；演唱：
featuring 哈密瓜汽水（第1話）
featuring 果粒葡萄汁（第2話）
featuring 純姜汁清涼飲料（第3話）
featuring 烏龍茶（特級）（第4話）
featuring 日本茶（煎茶）（第5話）
featuring 可樂！（第6話 演唱：のみこ with k.moriy）
featuring 營養飲料（聲優訪談特別節目，演唱： with Little Non）
featuring 關東煮罐頭（第7話）
featuring 蜂蜜花生（第8话 演唱：のみこ with ちゃーみー♡くいーん）
featuring 下午茶（第9话）
featuring 无糖咖啡（第10话）
featuring 粘糕小豆汤（第11话）
featuring みっくちゅじゅーちゅ（第12话 演唱：のみこ with 初音未来）
featuring リサイクル！（OVA ED）

### 各話標題
| 話數 | 標題               | 劇本                       | 分鏡         | 演出         | 作畫監督                 |
| ---- | ------------------ | -------------------------- | ------------ | ------------ | ------------------------ |
| 1    | 感觉到了吗？初吻   | 子安秀明                   | 日卷裕二     | 日卷裕二     | 田中良                   |
| 2    | 学习的时间         | 子安秀明                   | 長浜紀彦     | 木村崇裕     | 坂卷貞彦                 |
| 3    | 空罐的感情         | 杉原研二                   | 柳瀬雄之     | 柳瀬雄之     | 竹内昭                   |
| 4    | 迷惑 奔跑 思考     | 平林佐和子                 | 佐佐木奈奈子 | 佐佐木奈奈子 | 森本由布希 阿部航        |
| 5    | 要约会了？！的关系 | 濑川修                     | 長浜紀彦     | 開祐二       | 能條理行                 |
| 6    | 感動！人與空罐     | 子安秀明                   | 日卷裕二     | 菅原静貴     | 田中良                   |
| 7    | 轉校生，熱烈欢迎！ | 子安秀明                   | 山本天志     | 浅見松雄     | 中野圭哉                 |
| 8    | 泳装而敏感         | 杉原研二                   | Royden B     | 木村崇裕     | 坂卷貞彦                 |
| 9    | 心相连的瞬间       | 平林佐和子                 | 日卷裕二     | 開祐二       | 橋本純一 能條理行        |
| 10   | 感谢平凡的今天     | 杉原研二 平林佐和子 濑川修 | 芝久保       | 鹿島典夫     | 樱井木之实 大野勉 森川均 |
| 11   | 震撼最強空罐       | 子安秀明                   | 山本天志     | 菅原静貴     | 松本健太郎               |
| 12   | 為閃耀的未來乾杯！ | 子安秀明                   | 佐佐木奈奈子 | 佐佐木奈奈子 | 田中良                   |

- 第6話播放次一周，放映聲優訪談特別節目，第7話的放映在一周之後。

### 播放電視台
日本深夜動畫：下文記載的日本国内播放時間使用日本標準時間（UTC+9）表示。因為部分時間标识會採用30小时制，因此請留意这类超过24:00的时间，其實際播放時間為翌日清晨。
| 播放地區 | 播放電視台     | 播放時刻                    | 播放日期                   | 聯播網     | 備註           |
| -------- | -------------- | --------------------------- | -------------------------- | ---------- | -------------- |
| 日本全境 | BS11           | 2009年1月3日 -2009年3月28日 | 每星期六 24:00 - 24:30     | BS卫星广播 | 『ANIME+』節目 |
| 日本全境 | BANDAI CHANNEL | 2009年1月6日 -2009年3月30日 | 每星期二更新               | 網絡播放   | 免費一周       |
| 日本全境 | Yahoo!動画     | 2009年1月6日 -2009年3月30日 | 每星期二更新               | 網絡播放   | 免費一周       |
| 日本全境 | BIGLOBE Stream | 2009年1月6日 -2009年3月30日 | 每星期二更新               | 網絡播放   | 免費一周       |
| 日本全境 | GyaO           | 2009年1月6日 -2009年3月30日 | 每星期二更新               | 網絡播放   | 免費一周       |
| 日本全境 | Kids Station   | 2009年4月2日 -2009年7月9日  | 星期四 24時00分 - 24時30分 | CS衛星廣播 |                |

## 其他相關商品

### 廣播劇CD
作爲電視動畫播映的前瞻，由Marine ENTERTAINMENT Inc.製作的廣播劇CD于2008年12月19日發售（ISBN 9784089011669）。發售之後即出現播放出現問題的反饋，廠家隨之召回。

### DVD
除了零售版以外，預計出租版也同時發售。
- 第1卷 2009年4月15日發售。
- 第2卷 2009年5月20日發售。
- 第3卷 2009年6月17日發售。
- 第4卷 2009年7月15日發售。
- 第5卷 2009年8月19日發售。
- 第6卷 2009年9月16日發售。

## 網絡電臺
網路電臺以「Melon・Najimi Sparkling ☆ KISS」為標題，於2008年12月至2009年4月發布全17回。